# Bletogona lathyrus
Bletogona lathyrus är en fjärilsart som beskrevs av No Author Recorded. Bletogona lathyrus ingår i släktet Bletogona och familjen praktfjärilar. Inga underarter finns listade i Catalogue of Life.